# کریس کاروترز
کریس کاروترز (انگلیسی: Chris Carruthers؛ زادهٔ ۱۹ اوت ۱۹۸۳) بازیکن فوتبال اهل بریتانیا است.
از باشگاه‌هایی که در آن بازی کرده‌است می‌توان به باشگاه فوتبال یورک سیتی، باشگاه فوتبال هورنچورج، باشگاه فوتبال کراولی تاون، باشگاه فوتبال گیتزهد، باشگاه فوتبال بریستول راورز، باشگاه فوتبال آکسفورد یونایتد، باشگاه فوتبال کوربی تاون، باشگاه فوتبال براکلی تاون، باشگاه فوتبال کترینگ تاون، باشگاه فوتبال نورث‌همپتون تاون، و باشگاه فوتبال هرفورد یونایتد اشاره کرد.
وی همچنین در تیم ملی فوتبال زیر ۲۰ سال انگلستان بازی کرده‌است.